# Маргаретенхютте (населённый пункт)
Маргаретенхютте или Ма́ргаречина-Ге́та (нем. Margarethenhütte; в.-луж. Margarěćina hěta) — в прошлом производственное объединение
Margarethenhütte, с 1993 года — поселение со статусом сельского населённого пункта.

## География
Находится в Верхней Лужице, Германия. Входит в состав коммуны Гросдубрау района Баутцен в земле Саксония. Подчиняется административному округу Дрезден.
Располагается непосредственно при юго-западной границе административного центра коммуны Гросдубрау.

## История
Поселение возникло в 1993 году после закрытия завода «Margarethenhütte», который работал с 1854 года.
На территории бывшего завода действует музей «Elektroporzellanmuseum Margarethenhütte».

## Население
По состоянию на 2011 год в поселении проживало 20 человек, на конец 2015 года — 23 человека.
В настоящее время деревня входит в состав культурно-территориальной автономии «Лужицкая поселенческая область», на территории которой действуют законодательные акты земель Саксонии и Бранденбурга, содействующие сохранению лужицких языков и культуры лужичан.